# Actia biarticulata
Actia biarticulata là một loài ruồi trong họ Tachinidae.